# Miguel Treviño Morales
Miguel Ángel Treviño Morales (Novo Laredo, 18 de novembro de 1970), comumente conhecido por seu pseudônimo Z-40, é um ex-traficante mexicano e líder da organização criminosa conhecida como Los Zetas. Considerado um criminoso violento, ressentido e perigoso, ele foi um dos chefões do tráfico mais procurados do México até sua prisão em julho de 2013.
Nascido em uma família com seis irmãos e seis irmãs, Treviño Morales começou sua carreira criminosa ainda adolescente, trabalhando para Los Tejas, uma gangue local de sua cidade natal, Novo Laredo, Tamaulipas. Seu inglês fluente e experiência em movimentação de contrabando ao longo da fronteira Estados Unidos–México permitiram que ele fosse recrutado no final da década de 1990 pelo traficante Osiel Cárdenas Guillén, que liderou o Cartel do Golfo e Los Zetas. Por volta de 2005 ele foi nomeado chefe regional de Los Zetas em Novo Laredo e recebeu a tarefa de combater as forças do Cartel de Sinaloa, que estava tentando assumir as lucrativas rotas de tráfico de drogas para os Estados Unidos. Depois de proteger com sucesso essas rotas em novo Laredo em 2006, Treviño Morales foi transferido para Veracruz e nomeado líder dos Zetas no estado após a morte do traficante Efraín Teodoro Torres. Dois anos depois, seu chefe Heriberto Lazcano Lazcano o enviou à Guatemala para eliminar seus concorrentes; após concluir a tarefa com sucesso, ele nomeou Treviño Morales como comandante nacional dos Los Zetas em 2008. Em 2010, Los Zetas conquistaram sua independência do Cartel do Golfo, seus antigos aliados, e ambas as organizações entraram em guerra entre si.
Como comandante nacional dos Los Zetas, Treviño Morales ganhou uma reputação notória por intimidar autoridades e cidadãos em todo o México. As autoridades mexicanas acreditam que ele é responsável por uma parte significativa da violência no México, incluindo o assassinato de 72 migrantes em 2010 e o massacre de 193 pessoas em 2011. Um método comum de tortura que ele usava era conhecido como el guiso (cozido), no qual as vítimas eram jogadas em barris de óleo, encharcadas com gasolina ou óleo diesel e queimadas vivas. Após a morte de seu chefe Lazcano Lazcano em outubro de 2012, Treviño Morales se tornou seu sucessor e o principal líder do cartel de drogas Los Zetas em meio a uma disputa interna pelo poder dentro da organização.
A Infantaria de Marinha de México prendeu Treviño Morales em 15 de julho de 2013 no estado de Nuevo León sem que um único tiro fosse disparado. Na época de sua captura, o governo mexicano estava oferecendo uma recompensa de até 30 milhões de pesos (US$ 2,3 milhões) por informações que levassem à sua prisão. No entanto, há evidências de que, em 4 de dezembro de 2012, um indivíduo identificado como "Miguel Treviño Morales, também conhecido como Z40" foi preso no Texas. De acordo com o registro do tribunal do Texas, o detido é de nacionalidade "mexicana" e foi mantido na cadeia do Condado de Bastrop sob acusações de "conspiração para lavagem de dinheiro". O Departamento de Estado dos Estados Unidos estava oferecendo, e continua oferecendo, até US$ 5 milhões por informações que levassem à sua prisão e condenação. Autoridades de ambos os lados da fronteira acreditam que ele foi sucedido por seu irmão mais novo, Omar Treviño Morales, um homem que também estava na lista dos mais procurados. Em 27 de fevereiro de 2025, Morales e seu irmão foram extraditados para os Estados Unidos.

## Juventude
Miguel Ángel Treviño Morales nasceu em 18 de novembro de 1970 em Novo Laredo, Tamaulipas, México; 18 de novembro de 1970 é sua data oficial de nascimento, mas o Departamento de Estado dos Estados Unidos também inclui várias "datas alternativas de nascimento" no cartaz de procurado de Treviño Morales. As datas são 17 de julho de 1980; 25 de janeiro de 1973; 15 de julho de 1976 e 28 de junho de 1973. Seus pais, Rodolfo Treviño e María Arcelia Morales, formaram uma grande família com seis filhas e sete filhos, incluindo Miguel: os irmãos de Miguel Treviño Morales eram Juan Francisco (1955), Arcelia (1957), Irma (1959), Alicia (1961), Rodolfo (1963), María Guadalupe (1964), José (1966), Ana Isabel (1968), Jesús (1970), Óscar Omar (1976), Cristina (1978) e Adolfo (1980). Como muitas famílias ao longo da fronteira Estados Unidos–México, a família Treviño viajou do México para os Estados Unidos e vice-versa, onde compraram propriedades e abriram vários negócios. Seu pai abandonou a família quando ainda era muito jovem, forçando Treviño Morales a criar sozinho toda a família. Ele cresceu em um bairro de classe baixa em Novo Laredo, mas quando adolescente trabalhou para os ricos consertando seus quintais e lavando seus carros. Ele também fez tarefas para o traficante local Héctor Manuel Sauceda Gamboa (também conhecido como El Karis), que mais tarde se tornou seu mentor; Treviño Morales eventualmente o substituiu como líder do Cartel do Golfo em Novo Laredo. Cresceu detestando a disparidade de classes no México e desenvolveu tanto ressentimento que isso explica parcialmente seu comportamento violento quando adulto. Ele frequentava a cidade de Dallas, no Texas, com sua família. Em 1993, ele foi preso no Condado de Dallas e acusado de evitar a prisão policial, depois de tentar fugir da polícia em uma perseguição de carro que terminou em um beco sem saída. Ele pagou uma multa de $ 672 dólares e foi posteriormente liberado da prisão do condado. Poucos detalhes são conhecidos sobre a vida de Treviño Morales em Dallas; as autoridades dos Estados Unidos acreditam que ele aprendeu sobre "poder, dinheiro, armas e o vasto mercado consumidor de drogas ilegais" enquanto morava no Texas. Eles também acreditam que ele percebeu um preconceito anti-mexicano entre os americanos, e especialmente em relação a imigrantes mexicanos como ele. No entanto, Treviño Morales considerou Dallas seu lar por causa de sua grande rede familiar que vive nas áreas vizinhas. De acordo com investigadores dos Estados Unidos, ele foi visto pela última vez na área de Dallas em 2005, após entrar ilegalmente nos Estados Unidos, onde visitou sua família e teria estado em um clube de striptease.

## Origens e ascensão criminosa
Quando adolescente, ele começou a trabalhar para Los Tejas, uma gangue que comandava atividades criminosas em sua cidade natal, Novo Laredo. Depois de lavar carros e roubar peças de carros em Novo Laredo, Treviño Morales se voltou para o tráfico de drogas, começando com vendas no varejo de drogas em pequena escala e contrabando. Diferentemente dos primeiros membros do Los Zetas, ele nunca esteve no exército. Foi contratado por eles e pelo Cartel do Golfo no final da década de 1990 por sua experiência em transportar contrabando pela fronteira. Seu inglês fluente e seus contatos criminosos em ambos os lados da fronteira Estados Unidos–México lhe permitiram ganhar a confiança do então líder do Cartel do Golfo, Osiel Cárdenas Guillén. Quando ele se juntou ao Cartel do Golfo e Los Zetas, Los Tejas, a gangue local para a qual ele trabalhou, foi absorvida pelos antigos grupos. Por volta de 2005, Treviño Morales se tornou o chefe regional de Novo Laredo; ele era responsável por combater as incursões do Cartel de Sinaloa, que tentava assumir o controle das rotas de contrabando na área. A área de Laredo–Novo Laredo é uma rota lucrativa de contrabando de narcóticos por causa da rodovia Interstate 35, que serve como um caminho estratégico para San Antonio, Austin e Dallas para futura distribuição de drogas. Enquanto estava no poder, ele orquestrou uma série de assassinatos em cidades americanas e no México por jovens cidadãos americanos que ele colocou em sua folha de pagamento. Ele era bom em identificar e preparar jovens adolescentes que ele acreditava terem potencial para se tornarem assassinos profissionais dos Los Zetas; esses recrutas, às vezes chamados de Zetitas ("Pequenos Zetas"), geralmente se juntavam ao crime organizado a partir dos doze anos de idade para trabalhar primeiro como contrabandistas e depois como assassinos pagos.
Em 2006, o Cartel do Golfo e Los Zetas conseguiram derrotar as forças do Cartel de Sinaloa em Novo Laredo. Este último cartel concentrou seus esforços no nordeste do México, tornando-se dominante lá. Los Zetas começaram a se expandir para outras atividades criminosas além do tráfico de drogas. Sob seu comando, a organização contrabandeou imigrantes para os Estados Unidos, realizou extorsões e sequestros, vendeu CDs e DVDs piratas e intimidou e/ou matou moradores que não cooperaram com eles. Permaneceu no comando do Los Zetas no estado de Novo León e em Piedras Negras, Coahuila, até março de 2007. Ele foi transferido para o estado costeiro de Veracruz, logo após o líder de alto escalão dos Zetas, Efraín Teodoro Torres (também conhecido como Z-14), ser morto em um tiroteio em um turfe local. Embora Cárdenas Guillén tenha sido preso em 2003, ele teria comandado o Cartel do Golfo e Los Zetas atrás das grades; quando foi extraditado para os Estados Unidos em 2007, Treviño Morales e Heriberto Lazcano Lazcano pressionaram pela independência dos Los Zetas do Cartel do Golfo.
Em novembro de 2007, a cidade de Laredo, Texas, emitiu um mandado de prisão para Treviño em conexão com um duplo homicídio em 2006 no Texas. Em 2008, Treviño Morales e Lazcano Lazcano, os dois líderes do Los Zetas, formaram uma aliança com o Cartel dos Beltrán-Leyva. Eles tinham acabado de entrar em guerra com o Cartel de Sinaloa, acreditando que El Chapo Guzmán, seu líder, os havia traído. Treviño Morales posteriormente se juntou a eles para matar o líder do Cartel de Sinaloa. Fontes governamentais disseram que Los Zetas estavam lutando pelo controle contra La Federación, uma aliança de vários grupos de tráfico de drogas liderados por El Chapo Guzmán e El Mayo Zambada, dois chefões do tráfico que trabalhavam para o Cartel dos Beltrán-Leyva.
Em fevereiro de 2008, Lazcano Lazcano enviou Treviño Morales para matar traficantes rivais e assumir o controle das rotas do tráfico de drogas na Guatemala. Segundo relatos, ele realizou uma emboscada militar que resultou na morte do traficante guatemalteco Juan José León Ardón (também conhecido como Juancho) em março. Um oficial não identificado dos Estados Unidos disse que Treviño Morales pode ter sido o homem que disparou a bala que matou o traficante. Tendo tido sucesso fora do México, foi nomeado por Lazcano Lazcano como o comandante nacional de Los Zetas, uma posição tradicionalmente reservada a membros dos Zetas com experiência militar. Nesta posição teve voz ativa em quase todas as decisões tomadas pelos Los Zetas em nível nacional, gerando certo ressentimento entre os comandantes da velha geração dos Los Zetas que, diferentemente dele, estavam nas Forças armadas do México antes de se dedicarem ao tráfico de drogas.

## Liderança
Treviño Morales agia como um "guardião" do cartel, e seu povo cobrava uma tarifa em todos os territórios de drogas controlados pelos Los Zetas. Ele controlava a altamente lucrativa praça Novo Laredo (turfe), do outro lado da fronteira de Laredo, Texas. Ele subornou e intimidou oficiais para ajudar a manter o controle, e respondeu a quaisquer desafios à sua autoridade ou controle com violência brutal. Ele era temido e muito poucos jornalistas locais ousavam escrever sobre ele. Ele teria favorecido um método de tortura conhecido como el guiso (cozido), no qual as pessoas são colocadas em um barril de óleo, encharcadas com gasolina ou óleo diesel e incendiadas para queimar vivas. Seu comportamento violento lhe rendeu "a notoriedade de uma figura cult"; segundo relatos, ele sobreviveu ileso a tiroteios, evitou fazer alianças com qualquer pessoa, esquartejou dezenas de vítimas enquanto elas ainda estavam vivas e as abandonou, e "parecia não ter medo de morrer". Membros da organização alegaram que Treviño Morales gostava de dirigir pela cidade em um carro, apontando para as pessoas aleatoriamente e dizendo: "matem este e matem aquele". Um ex-assassino que trabalhava para ele disse à imprensa em 2013 que Treviño Morales não conseguia dormir à noite se não matasse alguém. Ele também disse que o traficante perguntava às suas vítimas como elas queriam ser mortas. O jornalista Alfredo Corchado, chefe do The Dallas Morning News no México, escreveu em um de seus livros que Treviño Morales gostava de comer os corações de suas vítimas — mesmo quando elas ainda estavam vivas — porque acreditava que isso o tornaria invencível entre seus inimigos e autoridades.
Treviño Morales teria coordenado vários ataques violentos em todo o México, incluindo o assassinato de 72 migrantes em 2010 e o massacre de 193 pessoas um ano depois em San Fernando, Tamaulipas. Acredita-se também que ele tenha ameaçado abater o avião do ex-presidente Felipe Calderón em agosto de 2012, durante uma viagem ao estado de Tamaulipas; embora não tenha sido a primeira vez que Calderón recebeu ameaças de morte do crime organizado, as autoridades consideraram a ameaça do traficante como crível e pediram ao presidente que cancelasse sua viagem (embora ele tenha ido mesmo assim). Sob sua liderança, Los Zetas foi considerado pela Drug Enforcement Administration (DEA) como uma organização criminosa altamente sofisticada, avançada e uma das mais perigosas que operam no México e no hemisfério. Ele era amplamente considerado um dos traficantes mais violentos que operavam no México.
Treviño Morales teria viajado pelo México e pela América Central e frequentemente se reunia com traficantes colombianos na Cidade do México, capital do país, para fazer negócios. Para escapar da polícia, ele usou "caravanas" de supostos empresários e religiosos. Na parte norte do país, ele supostamente manteve um vínculo estreito com vários políticos. Seu irmão Omar Treviño Morales (Z-42) lidera Los Zetas no Golfo do México.

## Divisão entre Los Zetas e o Cartel do Golfo
Cárdenas Guillén foi preso em Matamoros, Tamaulipas, em 2003 e extraditado para os Estados Unidos em 2007. Enquanto estava preso no México, ele teria coordenado o Cartel do Golfo e Los Zetas de sua cela. Mas com sua extradição, a organização de Treviño Morales passou por uma crise de liderança. La Compañía ("A Companhia"), nome usado para descrever o Cartel do Golfo e Los Zetas como um conglomerado, permaneceu em uma cooperação frouxa até o início de 2010, quando a violência eclodiu entre os dois grupos. Em 18 de janeiro de 2010, vários membros do Cartel do Golfo sequestraram Víctor Peña Mendoza (também conhecido como Concord 3), um líder dos Los Zetas e amigo próximo de Treviño Morales. Quando foi mantido em cativeiro, Peña Mendoza foi convidado a mudar de aliança e se juntar ao Cartel do Golfo, mas ele recusou, sendo espancado e executado, presumivelmente por Samuel Flores Borrego.
Treviño Morales soube do incidente e deu um ultimato a Flores Borrego e ao líder do Cartel do Golfo, Jorge Eduardo Costilla Sánchez: "Entregue o assassino do meu amigo, seu filho da puta... Você tem até o dia 25, se não cumprir, haverá guerra."
Ambos os líderes do Cartel do Golfo ignoraram a ordem, e Treviño Morales agiu rapidamente para vingar a morte de seu antigo companheiro. Em 30 de janeiro de 2010, Treviño Morales sequestrou e massacrou 16 membros do Cartel do Golfo em Reynosa, Tamaulipas, marcando o início da guerra de cartéis entre o Cartel do Golfo e Los Zetas nos estados mexicanos de Tamaulipas, Nuevo León e Veracruz, que resultou em milhares de mortes. Los Zetas usaram táticas violentas e intimidatórias para se expandir, forjando uma reputação como a organização de tráfico de drogas mais violenta do México. Conseguiu assumir o controle da maioria dos territórios de propriedade do Cartel do Golfo quando eles essencialmente serviam como uma única organização. Com Treviño Morales como segundo em comando da organização criminosa, Los Zetas começaram a matar membros do Cartel do Golfo e outros traficantes de drogas rivais em massa e a conquistar seus territórios.

## Lutas internas dos Los Zetas
Em 2011, porém, a organização criminosa de Treviño Morales entrou em um novo conflito interno depois que Jesús Enrique Rejón Aguilar (também conhecido como El Mamito), um dos seus líderes de mais alto escalão, foi preso em julho. Embora não tenha citado nenhum nome, ele afirmou que alguém dentro dos Los Zetas o havia traído. Pouco tempo depois, supostos membros do crime organizado postaram um videoclipe de narcocorrido no YouTube retratando Treviño Morales "como o Novo Judas" e acusando-o de planejar as prisões e mortes de outros comandantes dentro da organização criminosa e de ser desleal a Lazcano Lazcano, seu chefe. Em vários artigos publicados em agosto de 2012, um agente da lei dos Estados Unidos disse à imprensa que Treviño Morales havia assumido com sucesso a liderança do cartel e destituído Heriberto Lazcano Lazcano, o líder de longa data. Ele começou a assumir os ativos dos Los Zetas e estava trabalhando para remover Lazcano Lazcano da liderança desde o início de 2010. Em meio à guerra civil dos Zetas, muitos membros de alto escalão em Los Zetas começaram a cair. O líder de alto escalão dos Zetas, Iván Velázquez Caballero (também conhecido como El Talibán), foi preso em setembro de 2012, presumivelmente armado por membros de gangues rivais ou gangsters alinhados a um grupo relacionado a Treviño Morales. Em 6 de outubro de 2012, o traficante Salvador Alfonso Martínez Escobedo (também conhecido como La Ardilla) foi preso em Novo Laredo pela Armada do México. Após a queda de Velázquez, um grupo separado conhecido como Los Legionarios ("Os Legionários") nasceu em Novo Laredo e jurou derrubar Treviño Morales por supostamente tê-lo traído. Uma segunda facção de Los Zetas, conhecida como Sangre Zeta ("Sangue Zeta"), também se separou da organização para unir forças contra ele.
O papel ativo de Treviño Morales lhe rendeu a lealdade e o respeito de muitos em Los Zetas e, eventualmente, muitos pararam de pagar a Lazcano Lazcano. Para evitar sua prisão ou morte por traição, Lazcano Lazcano teria fugido do país e vivido na Alemanha e na Costa Rica por um tempo desconhecido, com rumores de que ele tinha câncer terminal; relatórios Post mortem indicaram que Lazcano não sofria de nenhuma doença terminal. De volta ao México, Treviño Morales tornou-se o mais forte dos dois em Los Zetas. Lazcano Lazcano foi então morto pela Armada do México no estado de Coahuila em 7 de outubro de 2012, e Treviño Morales o sucedeu como o principal líder dos Los Zetas.

## Recompensas e acusações
Em 2009, em Nova York, e em 2010, em Washington, D.C., o Departamento de Justiça dos Estados Unidos divulgou uma acusação contra Treviño Morales por conspiração para fabricar e distribuir cocaína para os Estados Unidos a partir do México e da Guatemala. Havia uma recompensa por ele no México fixada em 30 milhões de pesos mexicanos (US$ 2,3 milhões) e outra nos Estados Unidos em US$ 5 milhões (US$ 62,4 milhões de pesos mexicanos). Los Zetas são responsáveis pelo contrabando de várias toneladas de cocaína, maconha e heroína do México para os Estados Unidos anualmente. Ele também era considerado um dos chefões do tráfico mais procurados do México.
Treviño Morales é conhecido por vários pseudônimos: L-40 (40, Z-40, Zeta 40), Comandante Cuarenta, El Cuarenta, David Estrada-Corado e La Mona.
Em 16 de outubro de 2024, o embaixador dos Estados Unidos no México, Ken Salazar, anunciou uma nova acusação formal no Distrito de Columbia, somando-se aos pedidos de extradição feitos pelo Departamento de Justiça dos Estados Unidos em 2013 e 2015. Vários obstáculos legais impediram o prosseguimento da extradição. Por exemplo, em 25 de setembro de 2014, foi emitida uma opinião sobre o caso criminal 68/2012 arquivado no Estado do México. Com base em declarações de testemunhas e uma sessão fotográfica realizada em 10 de setembro de 2014, no Centro Federal de Reabilitação Social nº 2 "Occidente", em Puente Grande, Jalisco, concluiu-se que as características mencionadas por várias testemunhas, como tatuagens, constituição física e cicatrizes, não coincidiam com as do detido, levando à conclusão de que eram dois indivíduos diferentes. Sobre esta questão, em 17 de setembro de 2024, durante uma coletiva de imprensa, os advogados de Treviño Morales argumentaram que o detido com o mesmo nome não é o líder dos Los Zetas mas sim um homônimo acusado pela então Procuradoria Geral da República do México.
Outro documento que sustenta esta versão é a existência de um registro do tribunal do Texas documentando a detenção de um mexicano chamado "Miguel Ángel Treviño Morales, também conhecido como 40", que ocorreu em 4 de dezembro de 2012. O processo judicial do Texas afirma que o detido é de nacionalidade "mexicana" e foi mantido na cadeia do Condado de Bastrop sob acusações de "Conspiração para Lavagem de Instrumentos Monetários".

### Sanção da Lei Kingpin
Em 20 de julho de 2009, o Departamento do Tesouro dos Estados Unidos sancionou Treviño Morales sob a Lei de Designação de Reis do Narcotráfico Estrangeiro (às vezes chamada simplesmente de "Lei Kingpin"), por seu envolvimento no tráfico de drogas junto com outros três criminosos internacionais. A lei proibiu cidadãos e empresas dos Estados Unidos de fazer qualquer tipo de atividade comercial com ele e praticamente congelou todos os seus ativos nos Estados Unidos.

## Prisão
Um mês antes de sua captura, autoridades dos Estados Unidos estavam passando informações para seus colegas no México de que Treviño Morales estava fazendo visitas frequentes à área de fronteira de Nuevo Laredo para ver seu bebê recém-nascido. Eles obtiveram essa inteligência por meio de grampos, conversas e dicas de informantes. Treviño Morales foi detido pelos fuzileiros navais mexicanos em Anáhuac, Nuevo León, perto da fronteira do estado de Tamaulipas, por volta das 3h45 da manhã de 15 de julho de 2013, sem disparar um único tiro. O caminhão em que ele viajava foi interceptado na estrada por um helicóptero Black Hawk da Armada do México; quando os fuzileiros navais desceram do helicóptero e tentaram prendê-lo, tentou escapar correndo por alguns arbustos, mas foi capturado mais tarde. Ele estava de posse de US$ 2 milhões em dinheiro, oito armas e centenas de cartuchos de munição; outros dois homens foram presos com ele e levados sob custódia. Boatos sobre a prisão de Treviño Morales e uma foto dele sob custódia começaram a circular pelo Twitter e outras redes sociais por volta do meio-dia daquele dia, mas o governo mexicano não confirmou a prisão, e as autoridades americanas também não receberam uma confirmação formal até horas depois.
No momento de sua prisão, Treviño Morales tinha acusações pendentes por envolvimento com crime organizado, tráfico de drogas, tortura, lavagem de dinheiro e uso ilegal de armas de fogo segundo a lei mexicana, entre outras acusações. No entanto, ele declarou apenas o dinheiro e as armas de fogo que foram confiscados durante sua prisão. Após sua prisão, o traficante foi levado de avião para a Cidade do México e mantido nas instalações da SEIDO, a agência de investigação do crime organizado do México. Em 19 de julho de 2013, ele foi transferido de helicóptero para o Centro Federal de Readaptação Social nº 1, penitenciária de segurança máxima, em Almoloya de Juárez, Estado do México.
Em janeiro de 2014, um tribunal distrital federal de Nova York emitiu outras acusações criminais contra o traficante. A investigação alegou que Treviño Morales conspirou para ordenar assassinatos contra gangsters rivais de Los Zetas, membros de sua própria organização criminosa e policiais mexicanos e pessoal do Exército Mexicano de setembro de 2004 a julho de 2013. O tribunal, que solicitou sua extradição, também declarou que o traficante conspirou para traficar drogas para os Estados Unidos.
Em 27 de março de 2017, Treviño Morales foi transferido para uma prisão federal em Ciudad Juárez, Chihuahua, por meio de um programa de rodízio de presos por precaução. Em seguida, ficou preso em Puente Grande, Jalisco, fora da cidade de Guadalajara, até 30 de junho de 2020, quando foi transferido para o Centro Federal de Readaptação Social (CeFeReSo) 17, localizado em Buenavista Tomatlán, em Tierra Caliente, Michoacán.

### Extradição para os Estados Unidos
Em 27 de fevereiro de 2025, Treviño, juntamente com outros 28 narcotraficantes, foi extraditado para os Estados Unidos. Seu irmão Omar também está entre os extraditados.

## Família
O irmão de Miguel, José Treviño Morales, foi preso em 12 de junho de 2012 por uma força-tarefa federal combinada dos Estados Unidos. Ele foi indiciado como um dos lavadores de dinheiro dos Zetas por meio de uma operação de corrida de cavalos quarto de milha baseada em Oklahoma. Seu sobrinho Alejandro Treviño Chávez foi morto durante um tiroteio no estado de Coahuila, em 5 de outubro de 2012, por um grupo de aplicação da lei; em resposta, Miguel ordenou o assassinato de José Eduardo Moreira, sobrinho do governador de Coahuila Rubén Moreira, e filho de Humberto Moreira (governador do Estado de Coahuila de 2005 a 2011).
Seu irmão mais novo é Omar Treviño Morales, que supostamente substituiu Miguel na liderança do Los Zetas. Por volta das 4:00 da manhã de 4 de março de 2015, Treviño Morales foi capturado dentro de uma residência em Fuentes del Valle, um bairro de classe alta em San Pedro Garza García, Nuevo León, pela Polícia Federal e pelo Exército Mexicano. Nenhum tiro foi disparado na operação. Em um bairro próximo, as autoridades prenderam seu operador financeiro, Carlos Arturo Jiménez Encinas, junto com outras quatro pessoas. Quatro dias depois, foi transferido para o Centro Federal de Readaptação Social nº 1, uma prisão de segurança máxima em Almoloya de Juárez, Estado do México. Ele foi formalmente acusado em um tribunal federal em Toluca, Estado do México, em 13 de março por lavagem de dinheiro e por violar a Lei Federal de Armas de Fogo e Explosivos do México.
O irmão mais velho de Miguel, Juan Francisco Treviño Morales, está atualmente preso nos Estados Unidos; seu filho (e sobrinho de Miguel), Juan Francisco Treviño Chávez, também conhecido como El Quico, foi preso em Monterrey em 15 de junho de 2012. Eduardo Treviño, conhecido como Don Aldo, outro sobrinho de Miguel, foi preso em Novo Laredo em maio de 2013 e aguarda extradição para os Estados Unidos por acusações de sequestro e tráfico de drogas que remontam a 2010. A esposa de Miguel, Juanita del Carmen Ríos Hernández, foi incluída na Lei de Designação de Reis Estrangeiros de Narcóticos em fevereiro de 2014, proibindo cidadãos americanos de realizar qualquer tipo de atividade comercial com empresas em seu nome.